# Amadou Toumani Touré
Pour les articles homonymes, voir Touré et ATT.
Amadou Toumani Touré (), dit ATT, né le 4 novembre 1948 à Mopti (Soudan français, actuel Mali) et mort le 10 novembre 2020 à Istanbul en Turquie, est un militaire et homme d'État malien. Il est chef de l'État de 1991 à 1992 puis président de la République de 2002 à 2012.

## Jeunesse et formation
Amadou Toumani Touré est né le 4 novembre 1948 à Mopti, dans l'ancien Soudan français, où il fréquente l’école fondamentale. Entre 1966 et 1969, il est inscrit à l’école normale secondaire de Badalabougou à Bamako pour devenir instituteur.
Finalement, il intègre l’armée en entrant à l’école interarmes de Kati. Au sein du 33e Régiment des commandos parachutistes, il grimpe rapidement les échelons. Après plusieurs stages en URSS et en France, il devient commandant du 33e RCP en 1984.

## Coup d'État de 1991 et transition
En mars 1991, après les manifestations populaires réprimées dans le sang, il participe au coup d'État contre Moussa Traoré, prend la présidence du Comité de transition pour le Salut du peuple et assure les fonctions de chef de l’État pendant la transition démocratique.
Il organise la conférence nationale (qui s’est déroulée du 29 juillet au 12 août 1991), puis des élections législatives et présidentielle en 1992. À l’issue de ces élections, il remet le pouvoir au nouveau président élu Alpha Oumar Konaré. On le surnomme alors le « soldat de la démocratie ».

## Traversée du désert
Dans les années 1990, il fonde et dirige une fondation pour l’enfance.

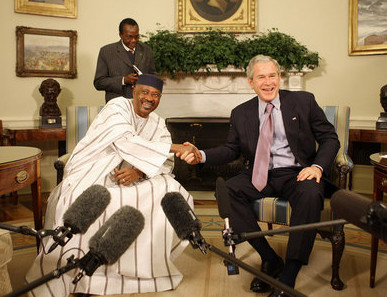
George W. Bush et Amadou Toumani Toure, à la Maison-Blanche (Bureau ovale), en 2008.

En juin 2001, il est l’envoyé spécial du secrétaire général des Nations unies, Kofi Annan, en République centrafricaine, après un coup d’État manqué contre Ange-Félix Patassé.

## Élection présidentielle de 2002
Le 1er septembre 2001, il demande et obtient sa mise en retraite anticipée de l’armée. Il décide de se lancer dans la vie politique en posant sa candidature pour l'élection présidentielle de 2002. Il est élu président de la République le 12 mai 2002 avec 64,35 % des voix au second tour. Son adversaire Soumaïla Cissé, ancien ministre, obtient 35,65 % des voix.

## Président de la République

### Premier mandat (2002-2007)
Sa présidence est assez atypique, il n’appartient à aucun parti politique et son gouvernement regroupe tous les partis du pays. Lors de son élection en 2002, il nomme Ahmed Mohamed ag Hamani comme Premier ministre. Celui-ci démissionne le 28 avril 2004 et il est remplacé par Ousmane Issoufi Maïga.

### Deuxième mandat (2007-2012)
Amadou Toumani Touré annonce sa candidature à l'élection présidentielle malienne de 2007 lors d’un déplacement à Nioro-du-Sahel le 27 mars 2007.
Soutenu par de nombreux partis politiques, dont quatorze sont rassemblés à l’initiative de l’Alliance pour la démocratie au Mali-Parti africain pour la solidarité et la justice (Adéma/Pasj) et de l’Union pour la république et la démocratie (URD), au sein de l’Alliance pour la démocratie et le progrès (ADP) mais également par le Mouvement citoyen et plusieurs associations, le président sortant a axé sa campagne sur son bilan qu’il qualifie de positif, sur son modèle de gouvernance basé sur le consensus et sur un « programme pour le développement économique et social » autour de neuf priorités : le renouveau de l’action publique en matière de démocratie et de gouvernance ; une plus forte croissance économique avec à la clef un taux de croissance d’au moins 7 % l’an ; le développement du secteur privé ; celui des ressources humaines ; l’emploi des jeunes ; une plus grande implication des femmes dans le développement ; le soutien aux initiatives culturelles et au sport ; la participation des Maliens de l’extérieur au développement du pays et l’institution d’une diplomatie plus agressive. Lors d’un meeting à Koulikoro, il a annoncé un programme d’embauche de 50 000 jeunes dans la fonction publique.
Son slogan de campagne est « Pour un Mali qui gagne ». Ses partisans souhaitant sa victoire au premier tour ont diffusé le slogan Takokélen, qui en bambara signifie littéralement « prise unique ». Ses adversaires, regroupés notamment au sein du Front pour la démocratie et la République (en) (FDR), les accusent d’utiliser les moyens de l’État pour faire campagne. Ils accusent également le président et le gouvernement de favoritisme, par exemple dans l’attribution des logements sociaux, et déplorent des fraudes lors du scrutin du 29 avril.
Amadou Toumani Touré a été réélu président de la République le 29 avril 2007 dès le premier tour. Il a obtenu 71,20 % des votes, tandis que son principal concurrent, Ibrahim Boubacar Keïta, qui n’a recueilli que 19,15 % des voix, conteste, comme les autres candidats de l’opposition réunis au sein du Front pour la République et la démocratie, les résultats en raison de fraudes.

## Coup d'état militaire de 2012
Dans la nuit du 21 au 22 mars 2012, un peu plus de deux mois avant la fin de son mandat, il est renversé par un coup d'État. Les mutins du Comité national pour le redressement de la démocratie et la restauration de l’État, dirigé par le capitaine Amadou Sanogo, dénoncent la gestion du conflit au nord Mali entre l'armée et la rébellion touareg dans le cadre de la guerre du Mali. Ce coup d'État intervient dans un contexte où la prochaine élection présidentielle, à laquelle le président Touré ne se présentait pas, était prévue pour le 29 avril 2012, élection couplée avec un référendum constitutionnel.
Le 8 avril 2012, en fuite au Sénégal depuis le coup d'État, il annonce officiellement sa démission,.

## Après la présidence

### Exil
Il part en exil au Sénégal avec sa famille proche sous les auspices de l'État sénégalais et se maintient à l'écart de la vie politique de son pays.
Le 27 décembre 2013, le gouvernement malien saisit l’Assemblée nationale, où siège la Haute Cour de justice, pour juger l’ancien président Amadou Toumani Touré. En décembre 2016, l'Assemblée rejette finalement à une écrasante majorité l'ouverture de poursuites contre lui.

### Retour au Mali
Le 24 décembre 2017, avec l'accord du président Ibrahim Boubacar Keïta, il rentre à Bamako avec sa famille. Il est définitivement rentré le 15 décembre 2019.

## Mort
Son neveu Oumar Touré annonce la mort d'Amadou Toumani Touré, survenue dans la nuit du lundi 9 au mardi 10 novembre 2020 à l'âge de 72 ans, en Turquie où il s'était rendu pour des raisons de santé quelques jours après une opération du cœur à Bamako,.
Ses obsèques nationales ont lieu le 17 novembre en présence du président de la Transition Bah N'Daw et de son vice-président Assimi Goïta, ainsi que de la présence de l'ancien président Alpha Oumar Konaré.

## Prix et distinctions
- Grand officier de la Légion d'honneur (1998)[15]
- Membre d'honneur de l'Institut Aspen France[16]
- Grand-croix de l'ordre de Saint-Charles (2012)[17]
- Prix Keba Mbaye (2010)